# Palackého náměstí (Kralupy nad Vltavou)
Palackého náměstí je náměstí v Kralupech nad Vltavou.
Náměstí se rozkládá v samém centru Kralup nad Vltavou. Nachází se zde několik důležitých veřejných budov, např. Městský úřad Kralupy nad Vltavou, živnostenský úřad nebo Komerční banka.
Veřejný prostor je zdoben vodními prvky zahrnujícími historickou vodní studnu a potok. Za zmínku stojí také socha Josefa Švejka před budovou městského úřadu.